# Otto Horn
Otto Richard Horn (Obergrauschwitz, 14 dicembre 1903 – Berlino, 21 febbraio 1999) è stato un militare tedesco, sergente delle SS tedesche coinvolto nell'Aktion T4 e nell'Aktion Reinhardt nel campo di sterminio di Treblinka. È stato assolto dal tribunale regionale di Düsseldorf il 3 settembre 1965 nei processi di Treblinka per mancanza di prove affidabili sulla sua colpevolezza..

## Biografia
Figlio di un operaio, è cresciuto con i nonni materni; dopo aver abbandonato prematuramente la scuola, ha lavorato nell'agricoltura e in fabbrica. Dal 1926 si è formato come infermiere presso i sanatori di Arnsdorf e Sonnenstein vicino a Pirna. Dopo aver completato la sua formazione, fu impiegato presso il sanatorio di Lipsia-Dosen e dal 1931 di nuovo ad Arnsdorf. Era sposato dal 1931, divorziò nel 1951 senza figli. Dal maggio 1937 fu membro del NSDAP e appartenne anche al DAF.

### Carriera
Dopo lo scoppio della seconda guerra mondiale, partecipò come medico alle campagne polacche e occidentali. Dal settembre 1940 fu di stanza nel Reichsgau Wartheland e per breve tempo prese parte alla guerra contro l'Unione Sovietica. Dopo il suo congedo dalla Wehrmacht nell'agosto 1941, lavorò di nuovo come infermiere ad Arnsdorf e da lì fu trasferito a Sonnenstein. Successivamente è stato impegnato presso la sede dell'Aktion T4 a Berlino con la catalogazione e la realizzazione di fotografie, nonché la creazione di file per le vittime degli omicidi nazionalsocialisti. Dall'inizio del 1942 ha lavorato brevemente come paramedico per l'Organizzazione Todt, schierato in un ospedale di Minsk. Tornato a Berlino nella primavera del 1942, lavorò di nuovo in un campo OT.
Nel settembre 1942, per ordine del quartier generale dell'Aktion T4, fu trasferito al campo di concentramento di Trawniki, dove completò un corso di addestramento militare di due settimane. Da lì fu trasferito al campo di sterminio di Treblinka con il grado di SS-Unterscharführer, dove rimase fino a metà settembre 1943.
Terminata l'operazione Reinhardt, alla fine del 1943 fu trasferito nella Zona d'operazioni del Litorale adriatico di Trieste, così come la maggior parte del personale di Aktion Reinhardt. Qui fu membro del Sonderabteilung Einsatz R, che servì allo "sterminio degli ebrei", alla confisca dei beni ebraici e alla lotta contro i partigiani. Nel settembre 1944 tornò in patria per un breve periodo e fu chiamato a far parte di un'unità regionale di fucilieri a Glauchau. Dopo aver combattuto nella regione della Moravia-Ostrava fu fatto prigioniero di guerra dai sovietici, da cui fu liberato alla fine di dicembre 1946. Da Arnsdorf si trasferì infine a Berlino, dove fu nuovamente impiegato come infermiere.

## Nel dopoguerra
Nell'ambito delle indagini sui crimini commessi nel campo di Treblinka, Horn è entrato nel mirino delle autorità investigative e arrestato nei primi anni '60. Il processo di Treblinka contro dieci imputati si svolse dal 12 ottobre 1964 al 3 settembre 1965 davanti al tribunale regionale di Düsseldorf. L'oggetto del procedimento comprendeva la gasazione di almeno 700.000 persone prevalentemente ebree, nonché l'abuso, la sparatoria, il massacro e l'impiccagione dei singoli prigionieri e anche lo sfruttamento di Barry, il cane di servizio del comandante del campo Kurt Franz, per sbranare i prigionieri.
Principalmente, Horn è stato schierato nel cosiddetto "Grubenkommando", dove ha supervisionato la sepoltura e poi l'incendio dei cadaveri. I sopravvissuti ebrei testimoniano che Horn non ha mai maltrattato alcun detenuto o usato la sua arma da fuoco. All'interno delle SS si era sempre più isolato con il suo atteggiamento negativo nei confronti dello sterminio degli ebrei, come confermava l'altro imputato Franz Suchomel. Horn fu l'unico accusato ad essere assolto. Non si sa nulla della sua vita successiva.